# Erika M. Anderson
Pour les articles homonymes, voir Erika Anderson, Anderson et EMA.
Erika Michelle Anderson, née le 2 janvier 1982, est une chanteuse et compositrice américaine, originaire du Dakota du Sud. Elle est mieux connue sous son nom de scène EMA. La musicienne est à l'origine, la voix principale du groupe de drone-folk Gowns.

## Biographie
Erika Michelle Anderson commence la guitare pour le projet de rock expérimental Amps for Christ jusqu'au début des années 2000. En 2006, elle façonne le son noise-folk du groupe Gowns, aux côtés d'Ezra Buchla, membre de The Mae Shi. Le duo, accompagné de Corey Fogel, l'ancien batteur de The Mae Shi, déménage à San Francisco, en Californie. Depuis quelques années elle vit et travaille à Portland, Oregon.

## Carrière professionnelle

### Gowns
Le groupe procède à différentes sessions d'enregistrement dans la maison d'Erika au Dakota du Sud, avant la sortie du disque Red State, en 2007. Les musiciens Jacob Felix Heule et Aaron Davis rejoignent la formation. Jacob Felix Heule remplace Corey Fogel en tant que batteur et Aaron Davis devient le bassiste du groupe. Il sera finalement remplacé par Daniel Brummel pour la tournée finale.
En 2009, Gowns édite son troisième et dernier album Broken Bones. La même année, Erika Michelle Anderson démarre une collaboration avec l'artiste Zak Hutson.

### Carrière solo
En 2010, elle édite son premier album solo Little Sketches on Tape sur Night People, un label de musique indépendant fondé par Shawn Reed, ancien membre du groupe américain Raccoo-oo-oon. Ce premier essai permet à l'artiste d'être nommée "Artist to Watch" par le magazine Rolling Stone et nouveauté en devenir par le quotidien britannique The Guardian.
EMA publie un second projet musical l'année suivante, Past Life Martyred Saints, chez Souterrain Transmissions. En 2011, elle enregistre le titre Endless, Nameless orchestré par le magazine culturel Spin, pour l'anniversaire du vingtième anniversaire de la sortie de l'album Nevermind de Nirvana. Sa chanson The Grey Shipt est utilisée lors d'un épisode de la série Off the Air sur la chaîne Adult Swim, et dans le film Jamie Marks Is Dead du réalisateur Carter Smith en 2014.
En 2014, l'album The Future's Void sort chez Matador Records.
Le 25 août 2017, EMA publie Exile in the Outer Ring sur le label City Slang,. Un projet jugé trop engagé et politique pour son ancien label. Le premier single Aryan Nation, est dédié à la population du cœur de l'Amérique, d'où elle est originaire. Le morceau lui a été inspiré par le film britannique This Is England de Shane Meadows.

## Discographie
- 2010 : Little Sketches on Tape, Night People
- 2011 : Past Life Martyred Saints, Souterrain Transmissions
- 2014 : The Future's Void, Matador / City Slang
- 2015 : #Horror, bande originale, Matador[15]
- 2017 : Exile in the Outer Ring, City Slang